# Centaurea derventana
Espèce
Synonymes
- Acosta derventana (Vis. & Pančić) Holub[2]
- Centaurea incompta subsp. derventana (Vis. & Pančić) Dostál[2]

Centaurea derventana est une espèce de plantes à fleurs de la famille des Astéracées et du genre Centaurea. C'est une plante herbacée vivace trouvée en Serbie.
Cette centaurée doit son nom à la rivière Derventa, dans les monts Tara, à l'ouest de la Serbie. Cette plante a été découverte par le botaniste serbe Josif Pančić.